# Dominik Akrap
Dominik Akrap (* 18. Juli 2001) ist ein österreichischer Fußballspieler.

## Karriere
Akrap begann seine Karriere beim FC Stadlau. 2013 wechselte er zum Floridsdorfer AC. 2015 kam er in die Jugend des SV Horn. Im Mai 2018 spielte er erstmals für die Zweitmannschaft der Horner in der sechstklassigen Gebietsliga. Im Juni 2018 erzielte er seine ersten beiden Tore für diese.
Im Oktober 2018 stand Akrap am elften Spieltag der Saison 2018/19 gegen den FC Blau-Weiß Linz erstmals im Kader der ersten Mannschaft. In jenem Spiel debütierte er auch in der 2. Liga, als er in der 84. Minute für Sally Preininger ins Spiel gebracht wurde. In zwei Saisonen kam er zu 13 Einsätzen in der 2. Liga für Horn.
Zur Saison 2020/21 wechselte er zum Regionalligisten ASK-BSC Bruck/Leitha. Für Bruck kam er in zwei Saisonen zu 22 Einsätzen in der Regionalliga. Zur Saison 2022/23 schloss er sich dem viertklassigen USC Rohrbach/Gölsen an.